# Belted Galloway
Belted Galloway es una variedad de ganado Galloway, proveniente de Escocia. Se piensa que es una cruza de Galloway con Dutch Belted.

## Morfología
Se reconoce a esta variedad de ganado por ser completamente negra (a veces pardas o coloradas) y con un ancho cinto de pelaje blanco en su vientre.  
La Belted Galloway es una raza para carne, mientras que la Dutch Belted es una raza de leche. Su peso ronda los 1,500 kg.

## Historia de la raza
Empezó como una raza criada por los escoceses ricos, que buscaban diferenciar visualmente su ganado del de los vecinos pobres. Las vacas con su cinturón más recto y definido son las más preciadas.

## Distribución
Tanto el ganado Galloway como el Belted Galloway se encuentran bajo observación por la The Livestock Conservancy, lo que significa que hay menos de 2500 registros anuales de nacimiento en Estados Unidos y que hay una población global de menos que 10 000 ejemplares.